# Günter Schlichting-von Rönn
Günter Schlichting-von Rönn (* 13. April 1914 in Kiel; † 1. April 1976 in Otterndorf) war ein deutscher Politiker (CDU).

## Leben und Beruf
Nach dem Abitur 1932 machte Schlichting-von Rönn eine halbjährige kaufmännische Lehre und studierte anschließend drei Semester Volkswirtschaft. 1934 wurde er Offiziersanwärter bei der Kriegsmarine. In den Jahren 1939 bis 1945 brachte er es bis zum Kapitänleutnant und geriet in Kriegsgefangenschaft. Nach dem Krieg war er bis 1956 selbstständiger Landwirt und trat dann in die Bundesmarine ein (Fregattenkapitän). Nach seiner Dienstzeit wurde er Bürgermeister und stellvertretender Landrat von Hadeln und Kreisvorsitzender der CDU Neuhaus (Oste).

## Abgeordneter
Schlichting-von Rönn kandidierte 1965 und 1969 auf der Landesliste Niedersachsen der CDU für den Bundestag, wurde aber beide Male nicht gewählt. Nach dem Tod der Abgeordneten Maria Henze rückte er am 17. April 1972 für sie in den Bundestag nach und blieb dort bis zum Ende der Legislaturperiode am 22. September 1972.